# Alayna Burns
Pour les articles homonymes, voir Burns.
Alayna Burns, née le 25 janvier 1980 à Mackay est une coureuse cycliste australienne, spécialiste de la piste.

## Palmarès sur piste
Palmarès sur piste

### Jeux olympiques
- Sydney 2000
  - 7e de la poursuite
  - 9e de la course aux points

### Jeux du Commonwealth
- Kuala Lumpur 1998
  -  Médaille d'or de la course aux points
  -  Médaille d'argent de la poursuite sur 3 000 mètres

### Championnats du monde
- 1997
  -  Championne du monde de poursuite juniors
- 1998
  -  Championne du monde de poursuite juniors
- Berlin 1999
  - 10e de la poursuite
  - 10e de la poursuite par équipes

### Coupe du monde
- 1998
  - 2e de la course aux points à Hyères
- 1999
  - 2e de la course aux points à San Francisco
  - 4e du classement général de la course aux points
- 2000
  - 1re de la course aux points à Cali
  - 3e de la poursuite à Cali
  - 4e du classement général de la course aux points